# Aurora Borealis – Nordlicht
Aurora Borealis – Nordlicht (Originaltitel: Aurora Borealis: Északi Fény) ist ein Film von Márta Mészáros. Er erzählt anhand einer Familiengeschichte, wie die traumatischen Folgen des Zweiten Weltkrieges und des Stalinismus in Ungarn, Österreich und Russland bis in die Gegenwart reichen. Die deutsche Erstaufführung war am 17. April 2019 in 3sat.

## Handlung
Maria, eine über 80-jährige Frau, versucht telefonisch aus ihrem Heimatdorf in Ungarn ihre Tochter Olga in Wien zu erreichen. Doch die als Anwältin in einer großen Firma Arbeitende wehrt den Telefonanruf ab. Sie ist in einer wichtigen Vertragsbesprechung mit japanischen Kunden. Maria hatte einen amtlichen Brief aus Moskau bekommen. Der nimmt sie so mit, dass sie einen Schlaganfall bekommt. Später, als sie erfahren hat, was mit ihrer Mutter ist, kommt Olga mit ihrem jugendlichen Sohn Robert. Maria liegt im Krankenhaus im Koma mit keiner guten Prognose. Auf den besonderen Wunsch ihres Sohnes ruft sie auch ihren Partner Antonio, den Vater Roberts, in Barcelona an. Die Beziehung zu ihm ist am Scheitern. Sie kann sich nicht auf ihn verlassen. Doch Robert hängt an ihm. Beim Aufenthalt im Haus von Maria fallen Olga seltsame Namen, Dinge und Nachrichten auf. Maria hat offenbar ein dunkles Geheimnis. Sie kann sie erst wieder fragen, als wider aller Erwartung Maria wieder erwacht ist, gar das Krankenhaus verlassen hat. Maria will nicht antworten, weicht aus. Es ist ihr zu unangenehm, zu schwer. Dann gelingt es Olga, Maria doch zum Erzählen zu bringen: 1953 in ihrem ungarischen Dorf lernt Maria Ákos kennen. Er ist von der kommunistischen Regierung in das Dorf verbannt, weil er adliger Abstammung ist. Sein Bewegungsraum ist auch dort stark eingeschränkt. Bei Vergehen wird er von der Polizei entwürdigend bestraft. Maria verliebt sich in Ákos. Sie beginnen eine Liebesbeziehung. Marias Eltern dulden das. Aber wegen Ákos' unmenschlichen Lebensbedingungen beschließen sie die gemeinsame Flucht nach Österreich. Auf der Flucht wird Ákos an der Grenze getötet, Maria erreicht österreichisches Territorium. Doch dieser Teil ist Besatzungsgebiet der Sowjetunion. Ein Kommando der Roten Armee greift die apathisch neben dem toten Geliebten sitzende Maria auf. Sie wird von fünf Soldaten vergewaltigt, dann nach Wien gebracht. Dort kann sie fliehen, auch durch die Hilfe Stefans, eines Wiener Malers, der Frau und Kind im Bombenhagel verloren hatte. Er bringt sie zu der Wohnung von Verwandten von Ákos. Die Kusine Edith bringt sie in ihrer Wohnung unter, verschafft ihr Papiere. Sie hat ein Liebesverhältnis mit Anton, einem Sanitätsoffizier der Roten Armee. Edith und Maria sind beide schwanger. Sie gebären ihre Kinder am gleichen Tag in einem Wiener Kloster. Edith freut sich auf ihre Tochter Olga, Maria kann sich nur schwer damit abfinden. Edith und Anton wollen mit ihrem Kind in die Sowjetunion gehen. Doch Anton bekommt keine Heiratserlaubnis. Er und Edith werden als Spione verhaftet und in den Gulag gesteckt. Edith bittet Maria, bis zu ihrer Rückkehr auf Olga aufzupassen. Zwei Soldatinnen der Roten Armee holen das Kind ab und bringen es in ein Kinderheim. Doch Maria gibt ihnen ihre Tochter Anna und versteckt Olga. Sie zieht Olga mit Stefan in Wien groß. Nach Stefans Tod kehrt sie in ihr ungarisches Heimatdorf zurück. Sie ermittelt, dass Edith im Lager umkam, diese Nachricht war der Brief. Für Olga ist Marias Geheimnis ein Schock. Maria nennt sie weiter ihre Tochter. Sie bittet sie, nach Anna zu forschen. In dieser Krise ist doch Antonio wieder an Olgas Seite. Sie fahren nach Murmansk, dem Heimatort von Anton, und erfahren vom noch lebenden jüngeren Bruder Antons, dass Anton das Lager überlebt und immer auf Frau und Tochter gewartet hatte. Bei dem Bruder hatte sich dann tatsächlich eine Frau gemeldet, die glaubte, Antons Tochter zu sein. Aber das konnte nicht sein, denn sie hatte mongolide Gesichtszüge. Sie hatte ein Bild und die Adresse zurückgelassen. Elektronisch senden Olga und Antonio das Bild an Maria, die ihre Anna erkennt und glücklich stirbt. Olga steht zusammen mit Antonio an dem Grab ihres Vaters, über ihnen die Nordlichter (Aurora Borealis), die Anton so sehr liebte. In der letzten Einstellung des Filmes sieht man Anna das ungarische Dorf Marias besuchen.

## Kritik
„Die 86-jährige ungarische Meisterregisseurin Márta Mészáros legt in ihrem Film den Finger auf alte, schmerzhafte Wunden und rollt ein großteils noch nicht aufgearbeitetes Kapitel ungarischer Geschichte auf: die Vertuschung der Tatsache, dass viele junge ungarische Frauen nach dem Krieg – freiwillig oder durch Vergewaltigung – Kinder von sowjetischen Besatzungssoldaten bekamen, die mehr oder weniger vaterlos aufwuchsen bzw. mit einer geschönten Biografie ausgestattet wurden. Anhand von Mária und Olga erstellt Mészáros eine Verbindung zwischen der Vergangenheit eines vom Krieg zerrissenen Europas und einer jüngeren Generation, die über die traumatischen Ereignisse oft jahrzehntelang nicht oder nur unzureichend Bescheid wusste.“
Mikhail Morkin findet den Film wichtig in einer Zeit, wo es in Russland Tendenzen gibt, Stalins Regime und Politik wieder in positiverem Licht erscheinen zu lassen. Schade nur, dass der Film in seiner Melodramatik und manchmal soap-artigen Darstellung wohl mehr Menschen der ältere Generation ansprechen wird, die das wissen, und nicht die jungen Leute, die davon erfahren sollten.

## Auszeichnungen
Auf dem „Chicago International Film Festival“ 2017 gewann der Film den Publikumspreis für den besten fremdsprachigen Film. 2017 widmete das Filmfestival „goEast“, das Festival des mittel- und osteuropäischen Films, in Wiesbaden Márta Mészáros eine Hommage. Der Film lief 2018 im Wettbewerb.